# Million Dollar Island
Million Dollar Island is een realitycompetitie televisieprogramma van Monday Media (in samenwerking met Talpa) op de Nederlandse zender SBS6 en de Vlaamse zender VTM 2. Het programma werd oorspronkelijk enkel gepresenteerd door Dennis van der Geest, vanaf het tweede seizoen wordt hij bijgestaan door Ingeborg Sergeant. Het programma startte in 2022 aanvankelijk als een Nederlands televisieprogramma met alleen Nederlandse deelnemers, vanaf het tweede seizoen werd het programma een coproductie met België.
Het programma zou aanvankelijk in 2021 beginnen maar werd vanwege de geldende coronamaatregelen een jaar uitgesteld.

## Opzet
Bij aanvang van het ruim een maand durende sociale experiment krijgen alle 100 deelnemers een armbandje ter waarde van € 10.000,- wat het totaalbedrag op € 1.000.000,- brengt. Als deelnemers het spel verlaten dan laten zij hun bandje na aan een kandidaat naar keuze. Ook kunnen kandidaten bandjes verliezen in de spellen die er gespeeld worden. Degenen die na de ruime maand overgebleven zijn en in de finale zitten spelen het finalespel om maximaal € 1.000.000,-. 
In de finale krijgen de drie finalisten te maken met een kansspel, hierbij staat een hoeveelheid kistjes voor ze dat gelijk is aan de aantal verzamelde bandjes en hebben elk dus ook een waarde van € 10.000,- per stuk. De finalisten zijn in de finale verzekerd van hun eigen bandje ter waarde van € 10.000,- vervolgens is het aan de finalist om te kiezen hoeveel kisten hij of zij opent. Er zit echter bij iedere finalist één slang in een van de kistjes, als ze deze pakken verliezen ze al het geld en behouden enkel hun eigen bandje van € 10.000,-.
Het seizoen sluit af met een terugblikaflevering, deze is enkel via Prime Video te zien.

## Winnaars

### Seizoen 1 (2022)
| Finalist   | Waarde bij start finale | Gewonnen geldbedrag |
| ---------- | ----------------------- | ------------------- |
| Remy       | € 530.000,-             | € 120.000,-         |
| Robert-Jan | € 340.000,-             | € 10.000,-          |
| Demi       | € 130.000,-             | € 40.000,-          |

### Seizoen 2 (2023)
| Finalist | Waarde bij start finale | Gewonnen geldbedrag |
| -------- | ----------------------- | ------------------- |
| Joachim  | € 370.000,-             | € 100.000,-         |
| Matthias | € 360.000,-             | € 40.000,-          |
| Maud     | € 270.000,-             | € 70.000,-          |

## Gerelateerde programma's
Million Dollar Island heeft meerdere gerelateerde programma's. Zo is er het nabeschouwingsprogramma Million Dollar More met Giel de Winter bij Prime Video en vanaf seizoen 2 is er de podcast Million Dollar Island: De Podcast waarin kandidaten in gesprek gaan met presentatoren Dennis van der Geest en Ingeborg Sergeant.
In 2024 kwam televisieprogramma NET5 met een spin-off getiteld Million Dollar Desert waarin dertig kandidaten met elk drie bandjes ter waarde van 10.000,- moesten overleven in de woestijn.

## Kritiek
Bij beide seizoenfinales kreeg het programma kritiek te verduren, dit omdat het programma één miljoen euro als eindbedrag belooft, maar in beide gevallen minder uitbetaalde. De kandidaten krijgen namelijk in de finale te maken met een finalespel, waarbij ze ook het geld kunnen verliezen, als ze het verkeerde kistje openen. Daardoor stoppen de kandidaten vaak eerder om niet met lege handen naar huis te gaan. Hierdoor werd er in seizoen één maar 170.000 euro van de één miljoen uitbetaald en in seizoen twee was dit 210.000 euro van de beloofde één miljoen.